# ضفدع زويفلي
ضفدع زويفلي (الاسم العلمي: Rana zweifeli) هو نوع من البرمائيات يتبع جنس الضفدع الحقيقي من فصيلة الضفادع الحقيقية.